# Ганимед (спътник)
Вижте пояснителната страница за други значения на Ганимед.
Ганимед е спътник на планетата Юпитер. Ганимед е най-големият спътник в Слънчевата система, с радиус по-голям от този на Меркурий (но със значително по-малка маса) и от Плутон. Открит е на 11 януари 1610 г. от Галилео Галилей и носи името на най-красивия между смъртните – син на троянския цар Трос и нимфата Калироя от древногръцката митология. Името е предложено от Симон Мариус скоро след откриването му, но то не навлиза в широка употреба до началото на 20 век. Преди това Ганимед е наричан Юпитер 3 или третият спътник на Юпитер.

## Физически характеристики
Ганимед е съставен главно от силикатни скали и лед. На повърхността му има ледена кора, плаваща върху течен океан, който я разделя от скалното ядро на спътника. Според данните, събрани от Галилео, Ганимед е изграден от три слоя: сравнително малко по размери разтопено желязо с вероятни примеси на сяра ядро, обвито от силикатна мантия и повърхностна покривка от вода в течно и твърдо състояние. Наличието на обособено метално ядро е признак за планетарна диференциация, протекла след образуването на спътника и изискваща значително количество топлина. Според някои учени, като се изключи слоят от лед, Ганимед е сходен по строеж и начин на образуване с Йо.
На повърхността на Ганимед се наблюдават два основни типа местности: стари и покрити с многобройни кратери тъмни области, и по-млади (но поне на 3 милиарда години) и по-светли райони с разломи и хребети. За разломите и хребетите се смята, че са с тектоничен произход – предполага се, че Ганимед има подвижни литосферни плочи, подобни на земните. Освен това са наблюдавани потоци от застинала лава, издаващи наличието на вулканизъм в миналото на спътника. Хребети и разломи се наблюдават и на Енцелад, Миранда и Ариел. Райони, осеяни с кратери, се наблюдават на Калисто.
Възрастта на терена на Ганимед е определена посредством измерване на гъстотата на кратерите на около 3 до 3,5 милиарда години. Наблюдава се наслагване на кратерите и разломите, което говори за значителната възраст на последните. Някои от кратерите са по-млади и на тях са видими следи от изхвърлен материал вследствие на удари. За разлика от кратерите на Луната на същата възраст, тези на Ганимед са гладки. При тях липсват пръстеновидни хребети и централна вдлъбнатина, а за ледената покривка на спътника се предполага, че в геологически период от време може да изглади повърхностния релеф поради „течливостта“ си (подобно на земен ледник).
Най-голямата забележителност на Ганимед е равнината Galileo Regio, както и поредица концентрични хребети, са остатък от древен кратер, изгладен с времето от геологичните процеси.
С помощта на телескопа Хъбъл беше открита тънка атмосфера, състояща се кислород, за която се предполага, че се е формирала под въздействието на слънчевия вятър и заредени частици от магнитното поле на Юпитер. Атмосферата на Ганимед е аналогична по произход с тази на Европа и със сигурност е с небиологичен произход.
Апаратът Галилео откри наличието на магнитно поле на Ганимед, за което се смята, че се поражда или от процеси в металното ядро, или в соления океан под повърхността му при преминаването през магнитните линии на полето на Юпитер. Ганимед е единственият спътник в Слънчевата система, за който е известно, че има собствена магнитосфера.

## Ганимед в киното и фантастиката
- В научнофантастичния сериал „Вавилон 5“ Сенките заравят под повърхността на Ганимед космически кораб, който впоследствие бива открит.
- В романа на Артър Кларк „2061: Одисея Три“ Ганимед е затоплен от новата звезда „Луцифер“ и съдържа голямо екваториално езеро, като се е превърнал се в център на колонизацията на юпитеровата система от хората.
- В романа на Джеймс Хоугън „Нежните Гиганти на Ганимед“ (ISBN 0-345-31469-7) на Ганимед е намерен извънземен космически кораб.